# Реметя-Оашулуй
Реметя-Оашулуй (рум. Remetea Oașului) — село у повіті Сату-Маре в Румунії. Входить до складу комуни Орашу-Ноу.
Село розташоване на відстані 438 км на північний захід від Бухареста, 33 км на схід від Сату-Маре, 124 км на північ від Клуж-Напоки.

## Населення
За даними перепису населення 2002 року у селі проживали 585 осіб.
Національний склад населення села:
| Національність | Кількість осіб | Відсоток |
| -------------- | -------------- | -------- |
| угорці         | 537            | 91,8%    |
| румуни         | 47             | 8,0%     |

Рідною мовою назвали:
| Мова      | Кількість осіб | Відсоток |
| --------- | -------------- | -------- |
| угорська  | 541            | 92,5%    |
| румунська | 43             | 7,4%     |